# Polisportiva Filottrano Pallavolo
Lardini Filottrano – włoski żeński klub siatkarski z siedzibą w mieście Filottrano. Klub występuje w rozgrywkach włoskiej Serie A1; pod nazwą Lardini Filottrano.
W sezonie 2017/2018 w klubie występowała reprezentantka Polski Berenika Tomsia.

## Kadra

### Sezon 2017/2018
- 1.  Giulia Melli
- 3.  Francesca Bosio
- 5.  Federica Feliziani
- 6.  Nicole Gamba
- 7.  Chiara Negrini
- 9.  Beatrice Agrifoglio
- 10.  Berenika Tomsia
- 11.  Annie Mitchem
- 12.  Alessia Mazzaro
- 13.  Asia Cogliandro
- 14.  Nikki Taylor
- 15.  Sara Hutinski
- 17.  Lana Ščuka

### Sezon 2016/2017
- 1.  Sofia Tosi
- 2.  Martina Marangon
- 3.  Francesca Bosio
- 4.  Sonia Galazzo
- 5.  Federica Feliziani
- 7.  Chiara Negrini
- 8.  Tereza Vanžurová
- 11.  Elisa Rita
- 12.  Alessia Mazzaro
- 13.  Asia Cogliandro
- 15.  Elena Cappelli
- 17.  Lana Ščuka